# Gare centrale d'Aix-la-Chapelle
La gare centrale d'Aix-la-Chapelle (en allemand : Aachen Hauptbahnhof), est une gare ferroviaire allemande, située au centre-ville d'Aix-la-Chapelle dans le land de Rhénanie-du-Nord-Westphalie.
Il s'agit de la plus grande des trois gares d'Aix-la-Chapelle. La gare est classée seconde catégorie par la Deutsche Bahn. Elle est desservie par les services internationaux Eurostar (de Dortmund à Paris-Nord via Liège et Bruxelles-Midi) et ICE (de Francfort-sur-le-Main à Bruxelles-Midi via Cologne).

## Situation ferroviaire
C'est une gare frontière entre le réseau belge électrifié en 3kV CC et le réseau allemand électrifié en 15 kV AC. Certaines voies sont commutables.

## Histoire
L'époque du chemin de fer en Allemagne commença à Aix-la-Chapelle le 1er septembre 1841 avec l'ouverture de la ligne de Cologne à Aix-la-Chapelle, en opération par les chemins de fer rhénans. La ligne fut rapidement étendue en 1843 jusqu'à Herbesthal, à la frontière avec la Belgique, puis à Anvers. La construction de la gare de Rheinischen a été entreprise le long de la ligne en dehors des murs de la ville d'Aix-la-Chapelle. Après l'ouverture de la ligne d'Aix-la-Chapelle à Mönchengladbach, par la division royale des chemins de fer d'Aix-la-Chapelle - Düsseldorf - Ruhrorter, la gare de Bahnhof Aachen Marschierthor a été construite à l'ouest, de la gare de Rheinischen. À la fin du 19e siècle, la nationalisation des entreprises ferroviaires entraîne l'arrivée d'un nouvel opérateur : les Chemins de fer d'État de la Prusse. Le succès fut croissant et la ville, de mieux en mieux desservie, ne fut plus en mesure d'accueillir autant de services avec des voies au sol. Ainsi, les Chemins de fer prussiens ont établi le projet pour la construction d'une nouvelle gare centrale d'Aix-la-Chapelle. Cette nouvelle gare centrale a été construite sur le site de la gare de Rheinischen. Le nouveau bâtiment des voyageurs a été inauguré le 21 décembre 1905. La gare est ouverte en 1905.

### Accueil

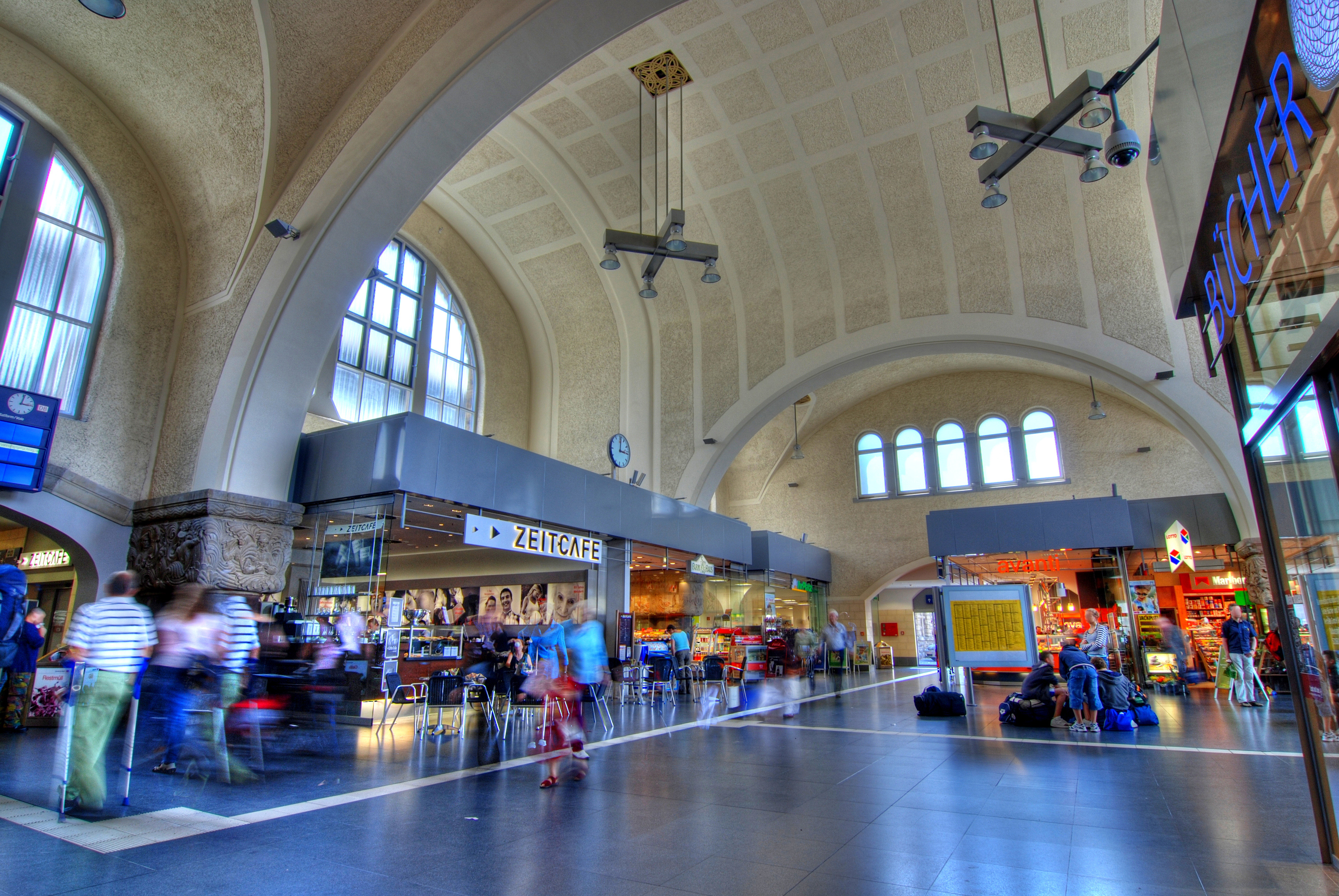
Le hall de la gare.

## Service des voyageurs

### Desserte

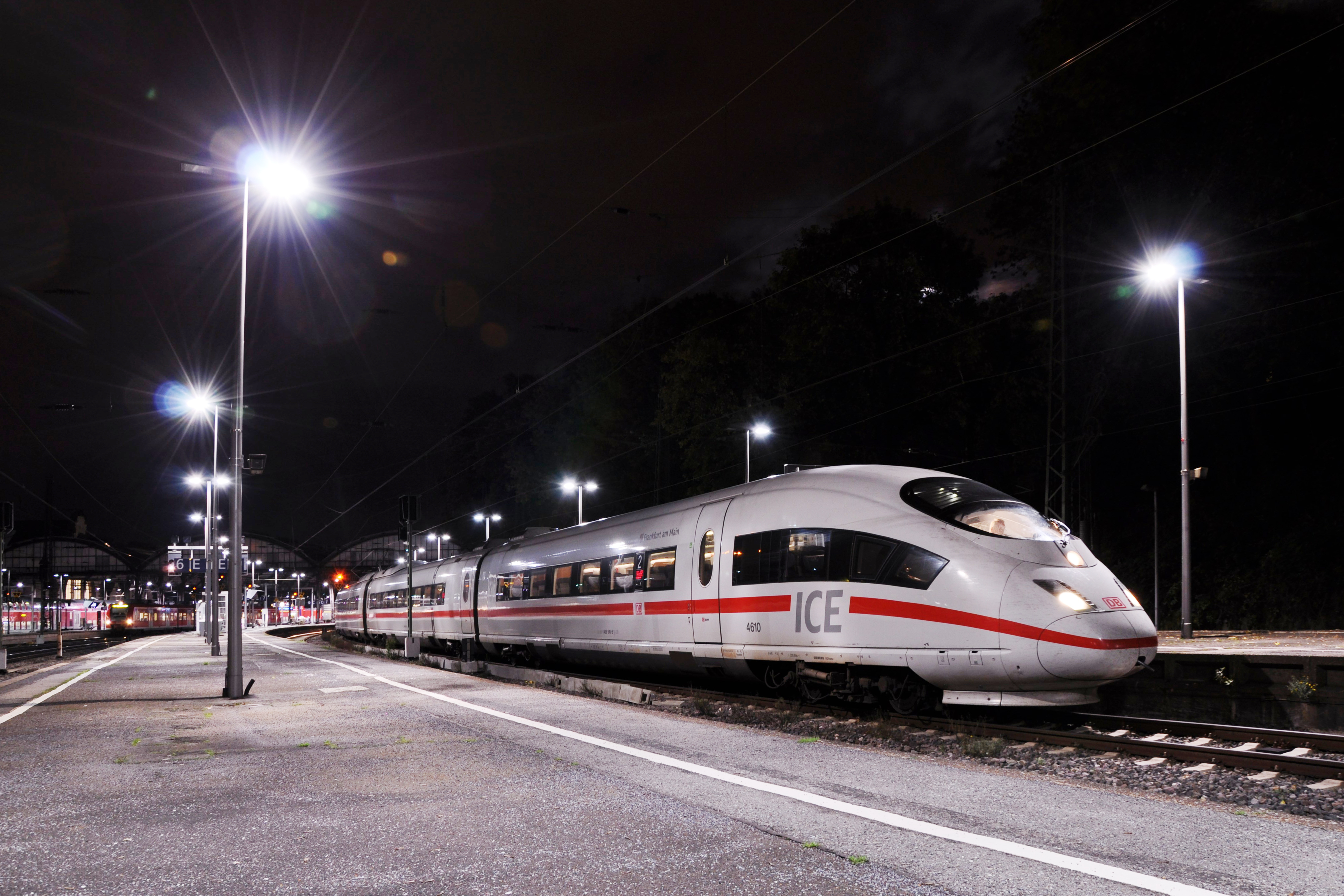
ICE 3M en route de Bruxelles à Francfort, stationné en gare en 2013.

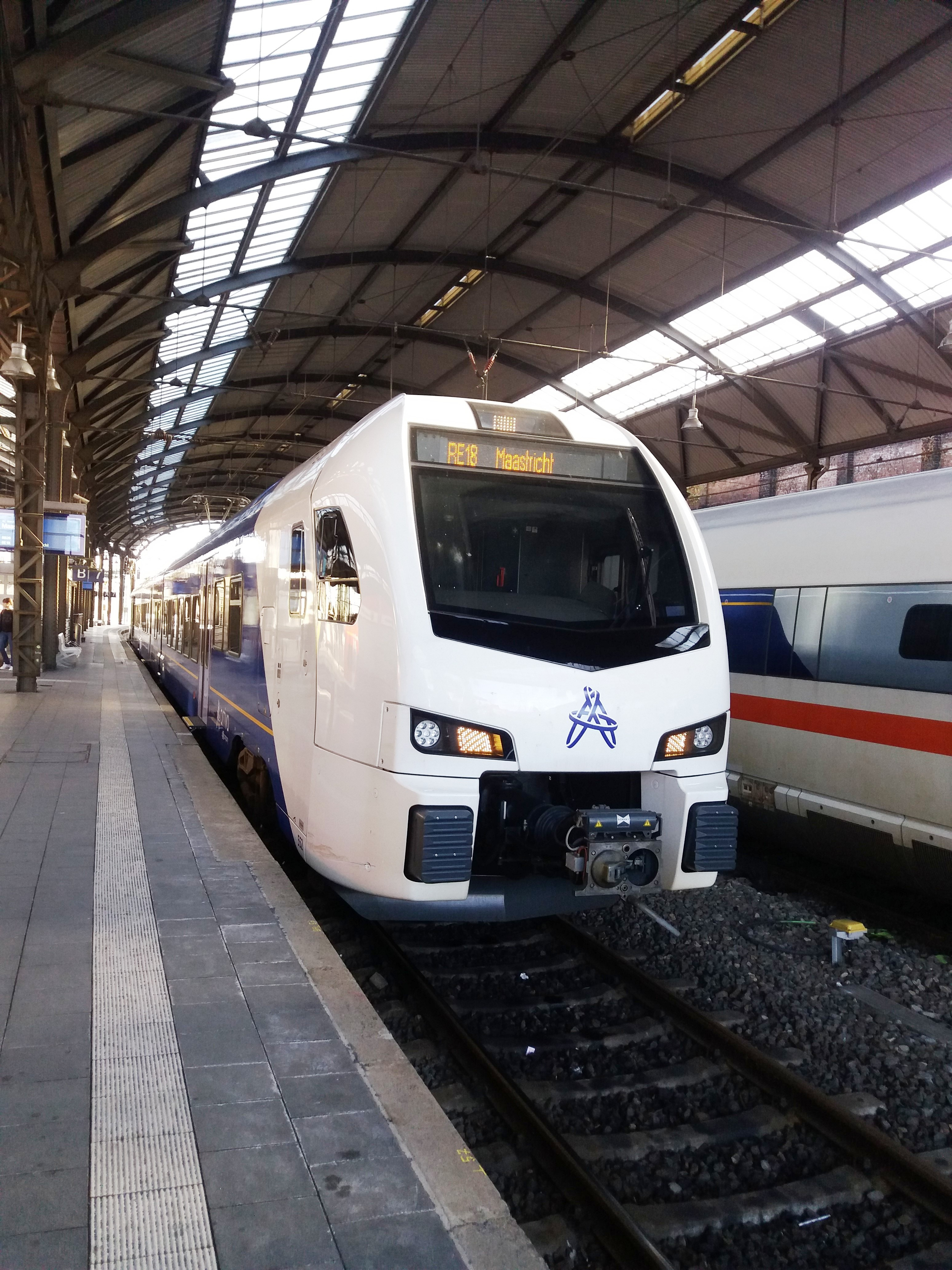
RE 18 (le Train des Trois Pays) d'Aix-la-Chapelle à Maastricht, en 2019.

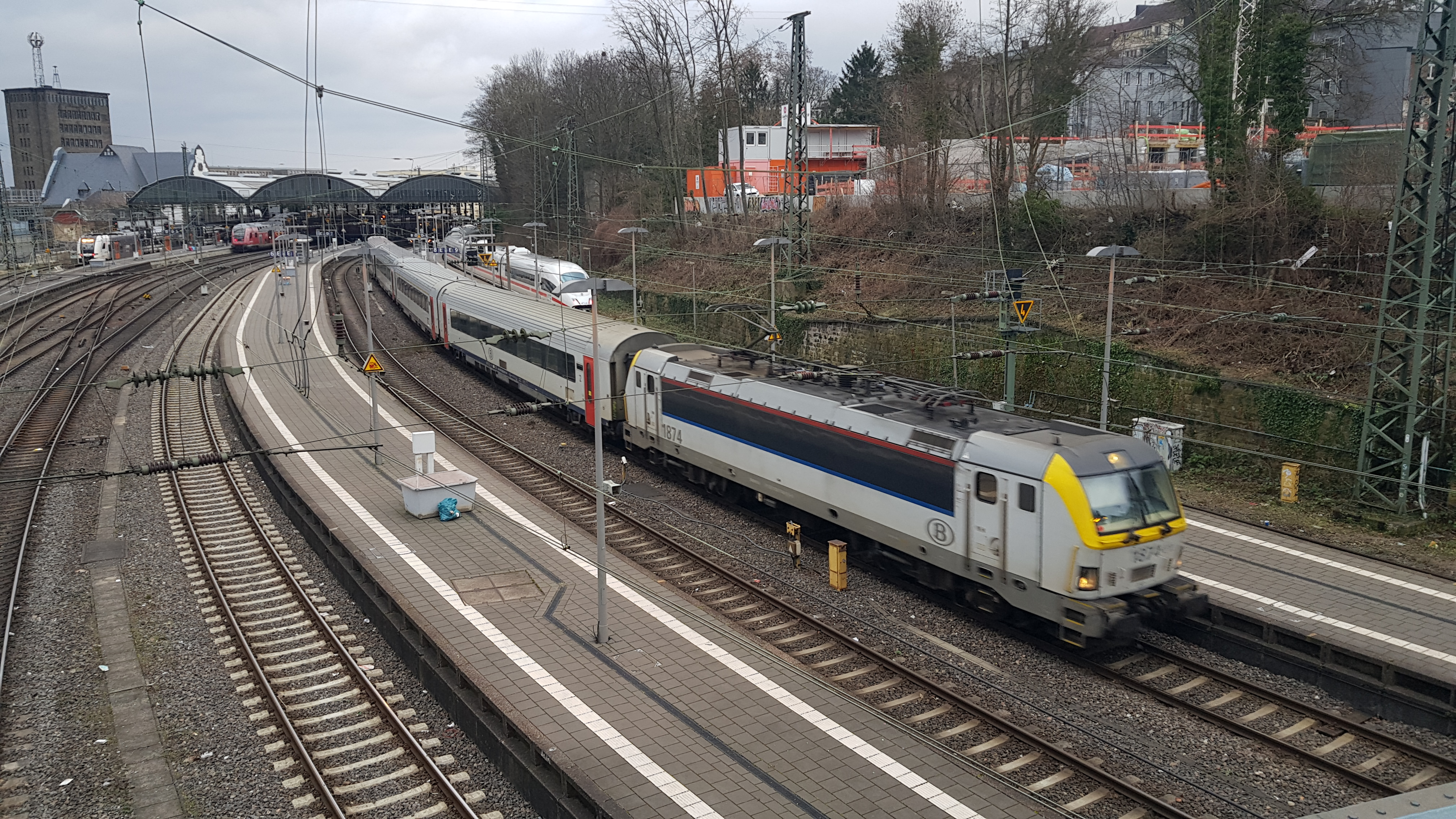
S41 (Train S Liège), en 2024.

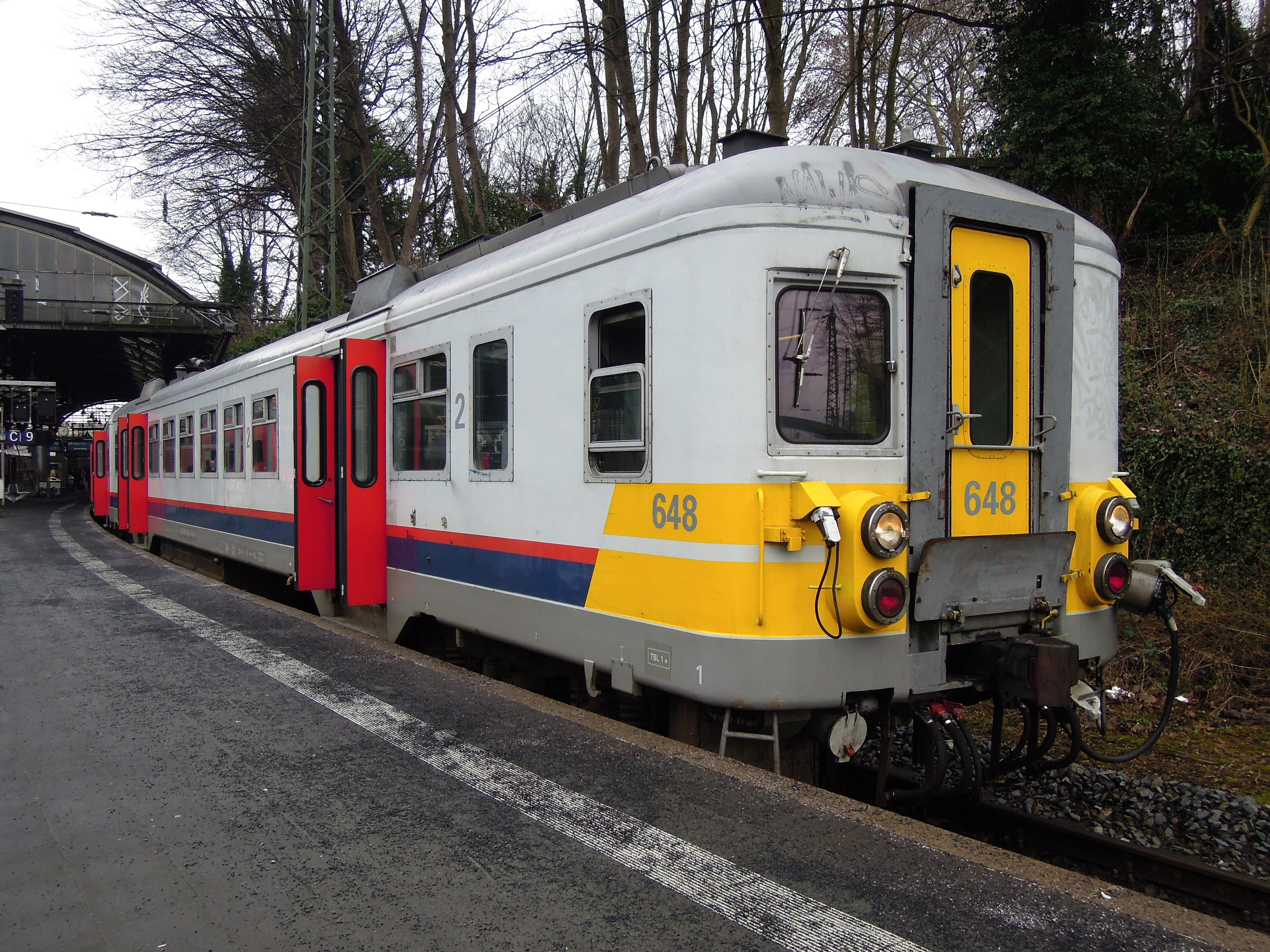
Train L (SNCB) d'Aix-la-Chapelle à Spa-Géronstère, en 2015.

Réseau de la DB : InterCityExpress, InterCity, Regional-Express (Train des trois pays), Regionalbahn ; l'Eurostar (ex-Thalys) dessert la gare sur la relation de Paris à Cologne et Dortmund ; le Flixtrain dessert la gare sur la relation allant jusqu'à Leipzig ; le Nightjet (NJ) dessert la gare sur la relation de Bruxelles à Vienne ou Innsbruck.
| Ligne                    | Trajet | Trajet | Trajet | Trajet | Fréquence                                                                                        |                   |
| ------------------------ | --- | --- | --- | --- | ------------------------------------------------------------------------------------------------ | ----------------- |
| EST 80 Eurostar          | Paris-Nord – Bruxelles-Midi – Liège-Guillemins – Aix-la-Chapelle – Cologne (– Düsseldorf – Aéroport de Düsseldorf – Duisbourg – Essen – Dortmund) | Paris-Nord – Bruxelles-Midi – Liège-Guillemins – Aix-la-Chapelle – Cologne (– Düsseldorf – Aéroport de Düsseldorf – Duisbourg – Essen – Dortmund) | Paris-Nord – Bruxelles-Midi – Liège-Guillemins – Aix-la-Chapelle – Cologne (– Düsseldorf – Aéroport de Düsseldorf – Duisbourg – Essen – Dortmund) | Paris-Nord – Bruxelles-Midi – Liège-Guillemins – Aix-la-Chapelle – Cologne (– Düsseldorf – Aéroport de Düsseldorf – Duisbourg – Essen – Dortmund) | Cinq trains par jour (trois trains entre Cologne et Dortmund)                                    |                   |
| ICE 79 ICE International | Bruxelles-Midi – Bruxelles-Nord – Liège-Guillemins – Aix-la-Chapelle – Cologne – Aéroport de Francfort – Francfort | Bruxelles-Midi – Bruxelles-Nord – Liège-Guillemins – Aix-la-Chapelle – Cologne – Aéroport de Francfort – Francfort | Bruxelles-Midi – Bruxelles-Nord – Liège-Guillemins – Aix-la-Chapelle – Cologne – Aéroport de Francfort – Francfort | Bruxelles-Midi – Bruxelles-Nord – Liège-Guillemins – Aix-la-Chapelle – Cologne – Aéroport de Francfort – Francfort | Toutes les deux heures                                                                           |                   |
| ICE 14                   | (Berlin Ostbahnhof – Berlin Hbf –) Hannover – Herford – Bielefeld – Gütersloh – Hamm – Dortmund – Bochum – Essen – Mülheim – Duisbourg – Krefeld – Viersen – Mönchengladbach – Rheydt – Geilenkirchen – Rode-le-Duc – Aix-la-Chapelle                                                                                              | (Berlin Ostbahnhof – Berlin Hbf –) Hannover – Herford – Bielefeld – Gütersloh – Hamm – Dortmund – Bochum – Essen – Mülheim – Duisbourg – Krefeld – Viersen – Mönchengladbach – Rheydt – Geilenkirchen – Rode-le-Duc – Aix-la-Chapelle                                                                                              | (Berlin Ostbahnhof – Berlin Hbf –) Hannover – Herford – Bielefeld – Gütersloh – Hamm – Dortmund – Bochum – Essen – Mülheim – Duisbourg – Krefeld – Viersen – Mönchengladbach – Rheydt – Geilenkirchen – Rode-le-Duc – Aix-la-Chapelle                                                                                              | (Berlin Ostbahnhof – Berlin Hbf –) Hannover – Herford – Bielefeld – Gütersloh – Hamm – Dortmund – Bochum – Essen – Mülheim – Duisbourg – Krefeld – Viersen – Mönchengladbach – Rheydt – Geilenkirchen – Rode-le-Duc – Aix-la-Chapelle                              | Un train par jour                                                                                |                   |
| FLX 30                   | Aix-la-Chapelle – Cologne – Düsseldorf – Duisbourg – Essen – Dortmund – Bielefeld – Hannover – Berlin-Spandau – Berlin Hbf – Berlin Südkreuz – Wittemberg – Leipzig | Aix-la-Chapelle – Cologne – Düsseldorf – Duisbourg – Essen – Dortmund – Bielefeld – Hannover – Berlin-Spandau – Berlin Hbf – Berlin Südkreuz – Wittemberg – Leipzig | Aix-la-Chapelle – Cologne – Düsseldorf – Duisbourg – Essen – Dortmund – Bielefeld – Hannover – Berlin-Spandau – Berlin Hbf – Berlin Südkreuz – Wittemberg – Leipzig | Aix-la-Chapelle – Cologne – Düsseldorf – Duisbourg – Essen – Dortmund – Bielefeld – Hannover – Berlin-Spandau – Berlin Hbf – Berlin Südkreuz – Wittemberg – Leipzig                                                                                                | Huit trains par semaine                                                                          |                   |
| NJ 425                   | Bruxelles-Midi – Bruxelles-Nord – Liège-Guillemins – Aix-la-Chapelle – Cologne – Bonn-Beuel – Coblence – Mayence – Aéroport de Francfort – Francfort-Midi – Nuremberg – | Bruxelles-Midi – Bruxelles-Nord – Liège-Guillemins – Aix-la-Chapelle – Cologne – Bonn-Beuel – Coblence – Mayence – Aéroport de Francfort – Francfort-Midi – Nuremberg – | Augsbourg – Munich – Kufstein –Wörgl – Jenbach – Innsbruck | Augsbourg – Munich – Kufstein –Wörgl – Jenbach – Innsbruck | 2x per week                                                                                      |                   |
| NJ 50425                 | Bruxelles-Midi – Bruxelles-Nord – Liège-Guillemins – Aix-la-Chapelle – Cologne – Bonn-Beuel – Coblence – Mayence – Aéroport de Francfort – Francfort-Midi – Nuremberg – | Bruxelles-Midi – Bruxelles-Nord – Liège-Guillemins – Aix-la-Chapelle – Cologne – Bonn-Beuel – Coblence – Mayence – Aéroport de Francfort – Francfort-Midi – Nuremberg – | Ratisbonne – Passau – Wels – Linz – Amstetten – Saint Pölten – Wien Meidling – Vienna | Ratisbonne – Passau – Wels – Linz – Amstetten – Saint Pölten – Wien Meidling – Vienna | 2x per week                                                                                      |                   |
| RE 1                     | Aix-la-Chapelle – Düren – Cologne – Cologne Messe/Deutz – Düsseldorf – Aéroport de Düsseldorf – Duisbourg – Mülheim – Essen – Bochum – Dortmund – Hamm (– Soest – Paderborn) | Aix-la-Chapelle – Düren – Cologne – Cologne Messe/Deutz – Düsseldorf – Aéroport de Düsseldorf – Duisbourg – Mülheim – Essen – Bochum – Dortmund – Hamm (– Soest – Paderborn) | Aix-la-Chapelle – Düren – Cologne – Cologne Messe/Deutz – Düsseldorf – Aéroport de Düsseldorf – Duisbourg – Mülheim – Essen – Bochum – Dortmund – Hamm (– Soest – Paderborn) | Aix-la-Chapelle – Düren – Cologne – Cologne Messe/Deutz – Düsseldorf – Aéroport de Düsseldorf – Duisbourg – Mülheim – Essen – Bochum – Dortmund – Hamm (– Soest – Paderborn)                                                                                       | Toutes les heures (entre Hamm et Paderborn toutes les deux heures)                               |                   |
| RE 4                     | Aix-la-Chapelle – Rheydt – Mönchengladbach – Neuss – Düsseldorf – Wuppertal – Hagen – Dortmund | Aix-la-Chapelle – Rheydt – Mönchengladbach – Neuss – Düsseldorf – Wuppertal – Hagen – Dortmund | Aix-la-Chapelle – Rheydt – Mönchengladbach – Neuss – Düsseldorf – Wuppertal – Hagen – Dortmund | Aix-la-Chapelle – Rheydt – Mönchengladbach – Neuss – Düsseldorf – Wuppertal – Hagen – Dortmund | Toutes les heures                                                                                |                   |
| RE 9                     | Aix-la-Chapelle – Düren – Cologne – Cologne Messe/Deutz – Troisdorf – Siegburg/Bonn – Siegen | Aix-la-Chapelle – Düren – Cologne – Cologne Messe/Deutz – Troisdorf – Siegburg/Bonn – Siegen | Aix-la-Chapelle – Düren – Cologne – Cologne Messe/Deutz – Troisdorf – Siegburg/Bonn – Siegen | Aix-la-Chapelle – Düren – Cologne – Cologne Messe/Deutz – Troisdorf – Siegburg/Bonn – Siegen | Toutes les heures                                                                                |                   |
| RE 18                    | Aix-la-Chapelle – Rode-le-Duc – Heerlen – Gare de Fauquemont – Maastricht (– Visé – Liège-Guillemins) | Aix-la-Chapelle – Rode-le-Duc – Heerlen – Gare de Fauquemont – Maastricht (– Visé – Liège-Guillemins) | Aix-la-Chapelle – Rode-le-Duc – Heerlen – Gare de Fauquemont – Maastricht (– Visé – Liège-Guillemins) | Aix-la-Chapelle – Rode-le-Duc – Heerlen – Gare de Fauquemont – Maastricht (– Visé – Liège-Guillemins) | Toutes les heures                                                                                |                   |
| RE 29 S 41               | Aix-la-Chapelle – Hergenrath – Welkenraedt – Dolhain-Gileppe – Verviers-Palais – Verviers-Central – Pepinster – Nessonvaux – Fraipont – Trooz – Chaudfontaine – Chênée – Angleur – Liège-Guillemins – Liège-Carré – Liège-Saint-Lambert                                                                                            | Aix-la-Chapelle – Hergenrath – Welkenraedt – Dolhain-Gileppe – Verviers-Palais – Verviers-Central – Pepinster – Nessonvaux – Fraipont – Trooz – Chaudfontaine – Chênée – Angleur – Liège-Guillemins – Liège-Carré – Liège-Saint-Lambert                                                                                            | Aix-la-Chapelle – Hergenrath – Welkenraedt – Dolhain-Gileppe – Verviers-Palais – Verviers-Central – Pepinster – Nessonvaux – Fraipont – Trooz – Chaudfontaine – Chênée – Angleur – Liège-Guillemins – Liège-Carré – Liège-Saint-Lambert                                                                                            | Aix-la-Chapelle – Hergenrath – Welkenraedt – Dolhain-Gileppe – Verviers-Palais – Verviers-Central – Pepinster – Nessonvaux – Fraipont – Trooz – Chaudfontaine – Chênée – Angleur – Liège-Guillemins – Liège-Carré – Liège-Saint-Lambert                            | Toutes les heures                                                                                |                   |
| RB 20                    | Stolberg Hbf – Eschweiler-St. Jöris – Alsdorf-Poststraße – Alsdorf-Mariadorf – Alsdorf-Kellersberg – Alsdorf-Annapark – Alsdorf-Busch – Herzogenrath August-Schmidt-Platz – Herzogenrath-Alt-Merkstein – Rode-le-Duc – Kohlscheid – Aachen West – Aachen Schanz – Aix-la-Chapelle – Aachen-Rothe Erde – Eilendorf – Stolberg Hbf – | Stolberg Hbf – Eschweiler-St. Jöris – Alsdorf-Poststraße – Alsdorf-Mariadorf – Alsdorf-Kellersberg – Alsdorf-Annapark – Alsdorf-Busch – Herzogenrath August-Schmidt-Platz – Herzogenrath-Alt-Merkstein – Rode-le-Duc – Kohlscheid – Aachen West – Aachen Schanz – Aix-la-Chapelle – Aachen-Rothe Erde – Eilendorf – Stolberg Hbf – | Stolberg Hbf – Eschweiler-St. Jöris – Alsdorf-Poststraße – Alsdorf-Mariadorf – Alsdorf-Kellersberg – Alsdorf-Annapark – Alsdorf-Busch – Herzogenrath August-Schmidt-Platz – Herzogenrath-Alt-Merkstein – Rode-le-Duc – Kohlscheid – Aachen West – Aachen Schanz – Aix-la-Chapelle – Aachen-Rothe Erde – Eilendorf – Stolberg Hbf – | Eschweiler Talbahnhof – Langerwehe (– Düren) | Toutes les heures (entre Alsdorf-Annapark et Langerwehe/Stolberg Altstadt toutes les 30 minutes) |                   |
| RB 20                    | Stolberg Hbf – Eschweiler-St. Jöris – Alsdorf-Poststraße – Alsdorf-Mariadorf – Alsdorf-Kellersberg – Alsdorf-Annapark – Alsdorf-Busch – Herzogenrath August-Schmidt-Platz – Herzogenrath-Alt-Merkstein – Rode-le-Duc – Kohlscheid – Aachen West – Aachen Schanz – Aix-la-Chapelle – Aachen-Rothe Erde – Eilendorf – Stolberg Hbf – | Stolberg Hbf – Eschweiler-St. Jöris – Alsdorf-Poststraße – Alsdorf-Mariadorf – Alsdorf-Kellersberg – Alsdorf-Annapark – Alsdorf-Busch – Herzogenrath August-Schmidt-Platz – Herzogenrath-Alt-Merkstein – Rode-le-Duc – Kohlscheid – Aachen West – Aachen Schanz – Aix-la-Chapelle – Aachen-Rothe Erde – Eilendorf – Stolberg Hbf – | Stolberg Hbf – Eschweiler-St. Jöris – Alsdorf-Poststraße – Alsdorf-Mariadorf – Alsdorf-Kellersberg – Alsdorf-Annapark – Alsdorf-Busch – Herzogenrath August-Schmidt-Platz – Herzogenrath-Alt-Merkstein – Rode-le-Duc – Kohlscheid – Aachen West – Aachen Schanz – Aix-la-Chapelle – Aachen-Rothe Erde – Eilendorf – Stolberg Hbf – | Stolberg Schneidmühle – Stolberg Mühlener Bahnhof – Stolberg Altstadt | Toutes les heures (entre Alsdorf-Annapark et Langerwehe/Stolberg Altstadt toutes les 30 minutes) |                   |
| RB 33                    | Aix-la-Chapelle – Aachen Schanz – Aix-la-Chapelle-Ouest – Kohlscheid – Rode-le-Duc – Übach-Palenberg – Geilenkirchen – Lindern – | Aix-la-Chapelle – Aachen Schanz – Aix-la-Chapelle-Ouest – Kohlscheid – Rode-le-Duc – Übach-Palenberg – Geilenkirchen – Lindern – | Brachelen – Hückelhoven-Baal – Erkelenz – Herrath – Wickrath – Rheydt – Mönchengladbach – Viersen – Krefeld – Rheinhausen – Duisbourg – Mülheim – Essen | Brachelen – Hückelhoven-Baal – Erkelenz – Herrath – Wickrath – Rheydt – Mönchengladbach – Viersen – Krefeld – Rheinhausen – Duisbourg – Mülheim – Essen | Toutes les heures                                                                                | Toutes les heures |
| RB 33                    | Aix-la-Chapelle – Aachen Schanz – Aix-la-Chapelle-Ouest – Kohlscheid – Rode-le-Duc – Übach-Palenberg – Geilenkirchen – Lindern – | Aix-la-Chapelle – Aachen Schanz – Aix-la-Chapelle-Ouest – Kohlscheid – Rode-le-Duc – Übach-Palenberg – Geilenkirchen – Lindern – | Heinsberg-Randerath – Heinsberg-Horst – Heinsberg-Porselen – Heinsberg-Dremmen – Heinsberg-Oberbruch – Heinsberg Kreishaus – Heinsberg | | Toutes les heures                                                                                | Toutes les heures |
| S 19                     | (Aix-la-Chapelle –) Düren – Horrem – Cologne – Cologne/Bonn Airport – Troisdorf – Siegburg/Bonn – Hennef (Sieg) – Hennef Im Siegbogen – Blankenberg (Sieg)* – Merten (Sieg) – Eitorf – Herchen – Dattenfeld (Sieg) – Schladern (Sieg) – Rosbach (Sieg) – Au (Sieg)                                                                 | (Aix-la-Chapelle –) Düren – Horrem – Cologne – Cologne/Bonn Airport – Troisdorf – Siegburg/Bonn – Hennef (Sieg) – Hennef Im Siegbogen – Blankenberg (Sieg)* – Merten (Sieg) – Eitorf – Herchen – Dattenfeld (Sieg) – Schladern (Sieg) – Rosbach (Sieg) – Au (Sieg)                                                                 | (Aix-la-Chapelle –) Düren – Horrem – Cologne – Cologne/Bonn Airport – Troisdorf – Siegburg/Bonn – Hennef (Sieg) – Hennef Im Siegbogen – Blankenberg (Sieg)* – Merten (Sieg) – Eitorf – Herchen – Dattenfeld (Sieg) – Schladern (Sieg) – Rosbach (Sieg) – Au (Sieg)                                                                 | (Aix-la-Chapelle –) Düren – Horrem – Cologne – Cologne/Bonn Airport – Troisdorf – Siegburg/Bonn – Hennef (Sieg) – Hennef Im Siegbogen – Blankenberg (Sieg)* – Merten (Sieg) – Eitorf – Herchen – Dattenfeld (Sieg) – Schladern (Sieg) – Rosbach (Sieg) – Au (Sieg) | Deux fois par nuit                                                                               |                   |

#### Tableau des lignes internationales
| Origine                                 | Arrêt précédent       | Train | Train     | Train | Arrêt suivant | Destination                                   |
| --------------------------------------- | --------------------- | ----- | --------- | ----- | ------------- | --------------------------------------------- |
| Paris-Nord                              | Liège-Guillemins      |       | Eurostar  |       | Cologne Hbf   | Cologne Hbf ou Düsseldorf Hbf ou Dortmund Hbf |
| Bruxelles-Midi                          | Liège-Guillemins      |       | ICE       |       | Cologne Hbf   | Francfort-sur-le-Main Hbf                     |
| Bruxelles-Midi                          | Liège-Guillemins      |       | NJ        |       | Cologne Hbf   | Berlin Hbf ou Vienne Hbf                      |
| Terminus                                | Terminus              |       | Flixtrain |       | Cologne Hbf   | Leipzig Hbf                                   |
| Liège-Guillemins ou Maastricht-Randwyck | Aix-la-Chapelle-Ouest |       | Arriva    |       | Terminus      | Terminus                                      |
| Liège-Saint-Lambert                     | Hergenrath            |       | S41       |       | Terminus      | Terminus                                      |